# Amanita crocea
Amanita crocea es una especie de hongo basidiomiceto, comestible, del género Amanita, de la familia Amanitaceae.

## Características
El píleo es ovoide, luego con la madurez convexo, su color es amarillento, su diámetro puede alcanzar los 10 centímetros, el estipe es de color amarillento y puede llegar a medir 10 centímetros de largo y su grosor alcanza 1,5 centímetros. No posee anillo en el tallo. Las esporas son blancas.
Crece en las zonas húmedas de los bosques de árboles de madera dura, en particular de abedules y de hayas, en los finales del verano y principio del otoño, en Europa.

## Comestibilidad
Es un hongo comestible una vez cocinado. Crudo presenta toxinas hemopáticas.